# Rally de Suecia
El Rally de Suecia, oficialmente Swedish Rally, es una competición de rally que se celebra anualmente en Värmland, Suecia a principios de febrero desde el año 1950. Es puntuable desde 1973 para el Campeonato Mundial de Rally, ausentándose en 1994 al ser puntuable para el campeonato de 2 litros y en 2009 al haber sido sustituido por el Rally de Noruega. Aparte de estas ausencias el rally no pudo celebrarse en dos ocasiones, primeramente en 1974 debido a la crisis del petróleo y en 1990 a que el exceso de calor no hizo cuajar la nieve por lo que se tuvo que cancelar.
También es fecha habitual del Campeonato Mundial de Rally de Automóviles de Producción, habiéndose ausentado únicamente en 1990, 1994, 2006 y 2009 desde su debut en 1987. Luego de la desaparición del Rally de Montecarlo del calendario mundial, el Rally de Suecia fue hasta 2011 el único del certamen donde había nieve y hielo. El piloto que ha ganado el rally en más ocasiones es el sueco Stig Blomqvist, con siete victorias.
La ciudad de Karlstad en el centro de Suecia, es la base del rally que desde hace años es la segunda prueba del campeonato del mundo. Se disputa a mediados del mes de febrero y es uno de los más peculiares, el único que se corre íntegramente sobre nieve y hielo y el único que puede llegar a suspenderse si hace buen tiempo. Al correr sobre una superficie resbaladiza como la nieve, la elección de neumáticos o más bien la elección entre el tipo de clavos es la clave para lograr un buen resultado en la prueba. Al igual que el Montecarlo, se utilizan neumáticos provistos de clavos con diferentes medidas que permiten atravesar fácilmente la nieve superficial y agarrarse al hielo para ganar adherencia. El reglamento permite utilizar neumáticos con un máximo de 380 clavos con unas medidas máximas: 20 mm de largo, 4 gramos de peso, 9 mm de diámetro en la base y 2,5 mm en la punta. En las pistas con hielo los pilotos suelen utilizar clavos más cortos y en los tramos con más nieve recurren a los clavos más largos. El agarre más que la potencia, es clave para lograr un buen resultado en Suecia. Un ejemplo de ello, es que la primera victoria de un coche de tracción integral en el mundo, se produjo en este rally, Hannu Mikkola en 1981 con el Audi Quattro. Las primeras 
victorias en Suecia las protagonizaron automóviles que eran inferiores en potencia a sus rivales. Los Saab empleaban su ligereza y la eficacia de la tracción delantera para ganar sobre la nieve sueca.
El trazado del rally se realiza por caminos forestales, similares a los de Finlandia, repletos de nieve, con suaves ondulaciones y relativamente estrechos. En muchas ocasiones camiones equipados con palas quitanieves se encargan de abrir las carreteras dejando unos caminos rodeados de muros de nieve, donde los pilotos suelen apoyarse para ganar velocidad. Es una prueba muy rápida, junto al de Finlandia y Nueva Zelanda, una de las pruebas con la velocidad media más alta del campeonato del mundo, además gracias a los clavos el agarre es relativamente alto incluso más que algunas pruebas como el RAC de Inglaterra que se compite sobre caminos embarrados.
La conducción en Suecia es esencial, los pilotos deslizan los coches por los tramos, derrapando y anticipándose a las curvas. Además el apoyo sobre los altos muros de nieve a ambos lados de la carretera, es una de las peculiaridades de esta prueba. Los pilotos nórdicos recurren a esta técnica para ganar velocidad: descargan la deceleración sobre la dura nieve e inmediatamente aceleran lo que les permite salir de las curvas con mayor rapidez. Esta práctica no suele verse entre los pilotos extranjeros que disputan por primera vez la carrera.
Otra característica única del rally de Suecia es el empleo de grandes lagos helados. En invierno una gruesa capa de hielo sobre los mismos permite trazar caminos con bulldozers para alargar el kilometraje de los tramos cronometrados.
El kilometraje del rally sueco nunca fue muy alto, lo que en muchas ocasiones las diferencias entre los primeros pilotos fuesen mínimas. De esta manera a pesar de las imposiciones de la FIA en los noventa, con la obligación del kilometraje y homogeneización de las pruebas del mundial, la prueba no sufrió grandes cambios. Los pocos cambios ocurridos fueron las desaparición de los tramos nocturnos y la reducción de los tramos.
El rally es una prueba totalmente invernal que se celebra en duras condiciones climatológicas, con temperaturas que oscilan entre los -10 y -15 °C, lo que la convierte en la prueba más deslizante del certamen. Precisamente debido a las largas y heladas pistas por las que circulan los coches, cada neumático está revestido por unos 400 clavos de 7 mm, para lograr la necesaria adherencia del vehículo. La técnica de pilotaje sobre nieve y el conocimiento del terreno juegan un papel fundamental, ya que en este rally el problema no es perder preciosos segundos en derrapadas excesivas o visitas involuntarias a la cuneta. El suelo deslizante es el que ofrece tramos espectaculares y rápidos (en relación con las velocidades promedio del campeonato).
En 2011 la prueba recibió el Premio Guldvargen (Premio Lobo de Oro), que se concede a empresas y organizaciones que aplican ideas nuevas y creativas y es concedido por la Asociación de Marketing de Varmland y un jurado formado por representantes de compañías regionales.

## Historia

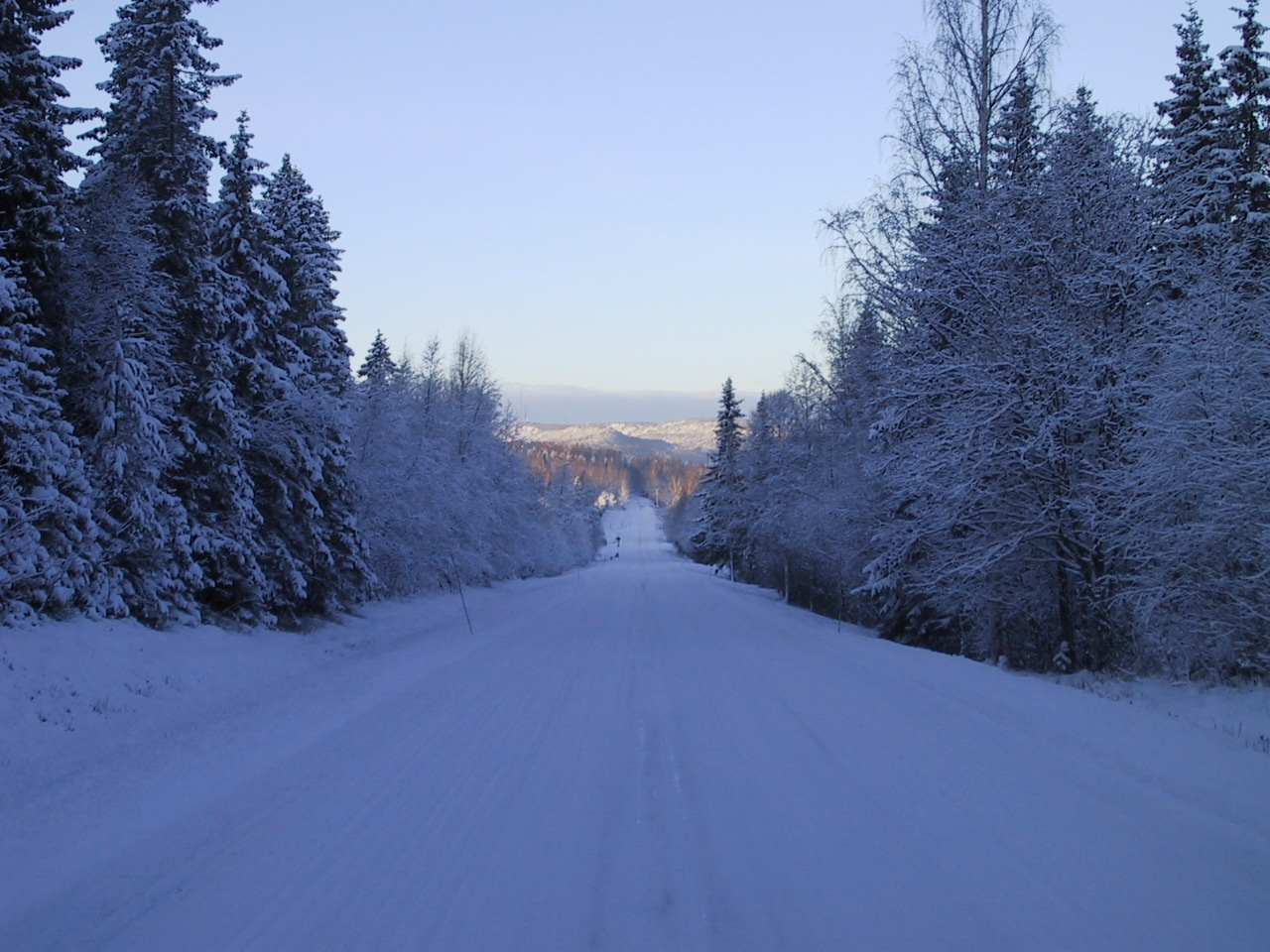
El rally se celebra sobre carreteras completamente llenas de nieve.

El Rally de Suecia se disputó por primera vez en 1960. Desde esa primera edición los organizadores optaron por el sistema escandinavo: tramos de enlace por carreteras abiertas respetando las normas de circulación y tramos cerrados donde se cronometraban y se obtenían los tiempos para la conformar la clasificación final. Esta fórmula usada también en otros países como Finlandia, fue la que se utilizarían en los rallies modernos, puesto que hasta entonces muchas pruebas en Europa se disputaban en carreteras abiertas con el consiguiente peligro para participantes y transeúntes. Las cinco primeras ediciones del rally se disputaron en verano, de ahí la razón del nombre que se le dio: Rally del Sol de Medianoche, pero a partir de 1965 se disputó en invierno, algo que no ya no se cambiaría. De la misma manera en 1967 la ciudad elegida para albergar la salida y la llegada fue Karlstad, hecho que se mantiene en la actualidad.
En los primeros años los pilotos ganadores del rally fueron siempre pilotos locales, y con especial dominio de la marca sueca Saab, que ganó en nueve ocasiones (entre 1960 y 1979). El primer ganador fue C. M. Skogh a bordo de un Saab 96, hecho que repetiría al año siguiente. Pilotos suecos, que luego dominaron el campeonato del mundo en sus primeros años, como Björn Waldegård y Stig Blomqvist ganaron varias veces, antes y después de que la prueba fuese incluida en el campeonato mundial. Waldegard lo hizo en cinco ocasiones (1968, 1969, 1970, 1975, 1978) las tres primeras de manera consecutiva y con el Porsche 911, mientras que Blomqvist venció siete veces (1971, 1972, 1973, 1977, 1979, 1982, 1984), cinco de ellas con el Saab 96.
El primer año que el rally fue incluido en el mundial fue en 1973, antes había sido puntuable para el Campeonato Internacional de Marcas, teniendo un kilometraje total de 2.130 km de los cuales 800 eran cronometrados, pero ya en 1977 se redujo en 1.500 totales con 400-500 contra el crono. En 1974 a pesar de estar incluida en el calendario mundialista, la prueba no se disputó por culpa de la crisis energética y en  1980 la FIA decidió que solo fuese puntuable para el campeonato de pilotos. En 1981 venció el primer piloto no sueco: el finés Hannu Mikkola con el Audi Quattro, hecho que repetiría en 1983. Desde ese año otros pilotos finlandeses también lograría llevarse la victoria en Suecia. En 1984 la prueba logró recuperar la máxima puntuación para el mundial que mantuvo hasta 1989 cuando de nuevo volvió a ser puntuable solo para el mundial de pilotos. Al año siguiente la prueba se canceló debido a las altas temperaturas, puesto que la ausencia de nieve hacía la prueba muy rápida y peligrosa y los organizadores decidieron no llevarla a cabo. En 1993 la prueba recuperó la puntuabilidad para el certamen de marcas y en 1994 se cayó del calendario por primera vez, debido a las rotaciones impuestas por la FIA, por lo que entró en el calendario de la Copa 2 Litros.
En la década de los 90 de nuevo fineses y suecos se llevaron la victoria, como el sueco Kenneth Eriksson que venció en 1991, 1995 y 1997 o el cuatro veces campeón del mundo Tommi Mäkinen que ganó tres veces (1996, 1998, 1999) o su compatriota Marcus Grönholm lográndolo también en tres ocasiones (2000, 2002 y 2003). 
Entre los pilotos no nórdicos, destaca el francés Jean-Luc Therier que logró el primer podio para un piloto foráneo con un tercer puesto en 1973. Luego la también francesa Michele Mouton en 1984, el escocés Colin McRae en 1992 o el español  Carlos Sainz en 1996, 1997, 1998 y 1999 acabaron en la segunda plaza del podio.
Sitg Blomqvist además de sus siete victorias en la prueba, suma: siete segundos puestos, un tercero, un cuarto y un quinto, además de una victoria en la categoría de Grupo N en el año 2003, treinta años después de lograr su primera victoria en la carrera.

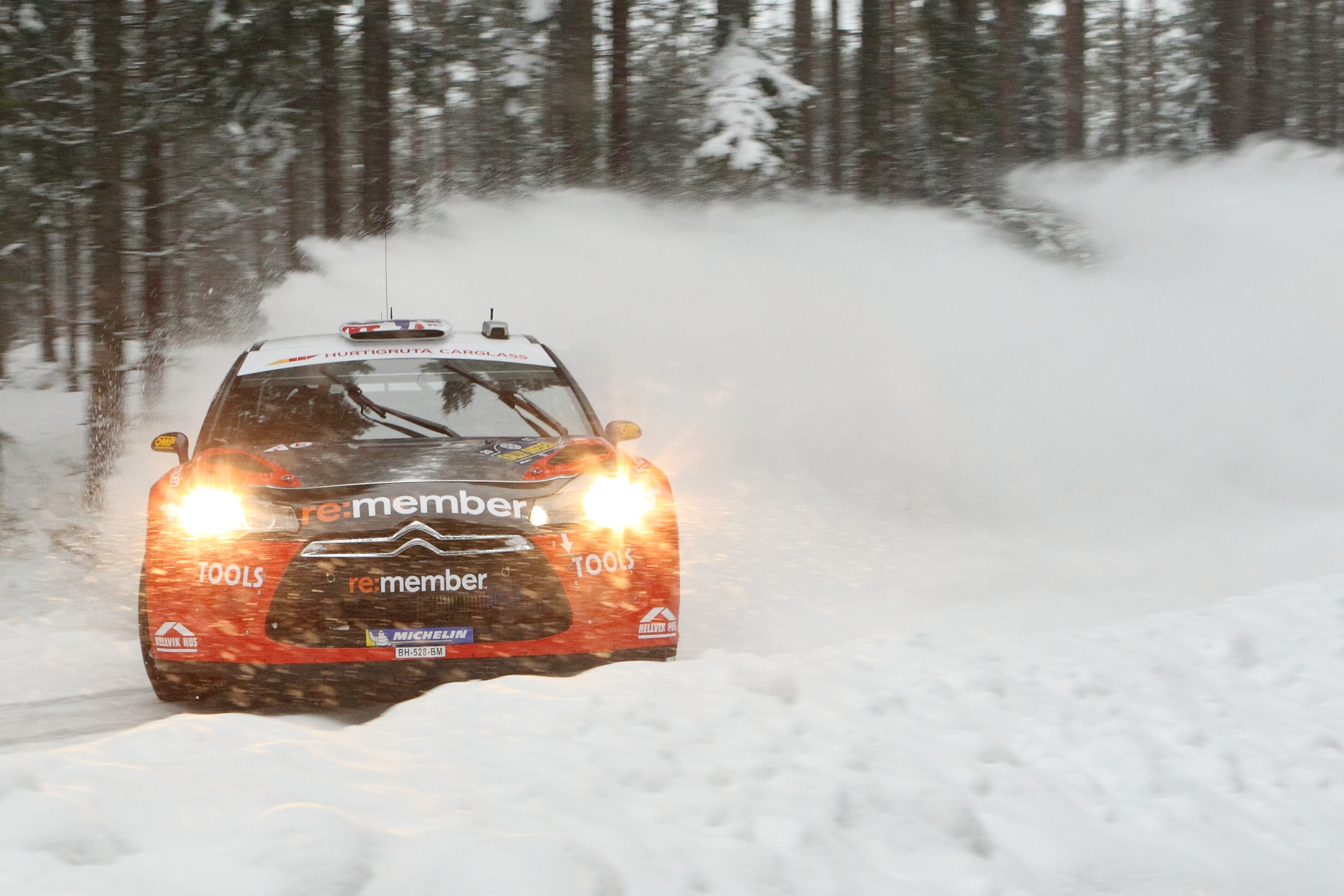
Petter Solberg en 2011 con un Citroën DS3 WRC.

En 2004 los escandinavos no pudieron defender su territorio, el francés Sébastien Loeb y su compañero Daniel Elena fueron los primeros no escandinavos en ganar el rally de Suecia con su Citroën Xsara WRC. Al año siguiente era el momento de los noruegos para animar. Petter Solberg y Phil Mills tomó de su Subaru Impreza WRC hasta la victoria en 2005. En 2006 Stig Blomqvist hizo su cuadragésima participación.
Una hilera impresionante de victorias de Ford se iniciaron en 2006, cuando el finlandés Marcus Grönholm tomó la iniciativa en su Ford Escort WRC y siguió ganando incluso el año que viene en un coche similar. Entonces el joven finlandés Jari-Matti Latvala entró en el nivel más alto del podio en 2008 en un Focus. Ese fue el mismo año que el rally se trasladó su sede a la sede del hockey sobre hielo Löfbergs Lila Arena y el principal servicio del parque a las afueras de las afueras de Karlstad.
Después de un año de descanso del rally volvió en 2010 como Rally de Suecia y fue un verdadero éxito. Nieve, hielo y el sol de los cielos azules durante el rally sedujo a muchos espectadores del rally. Ese año el rally vio un finlandés y un Ford en la parte más alta del podio: Mikko Hirvonen.
En 2013 el francés Sébastien Ogier logró la victoria y consiguió dos hitos: se convirtió en el segundo piloto no nórdico, tras su compatriota Sébastien Loeb en 2004, en ganar la prueba y dio al Volkswagen Polo R WRC la primera victoria en el campeonato del mundo, siendo además la primera vez que corría en Suecia.

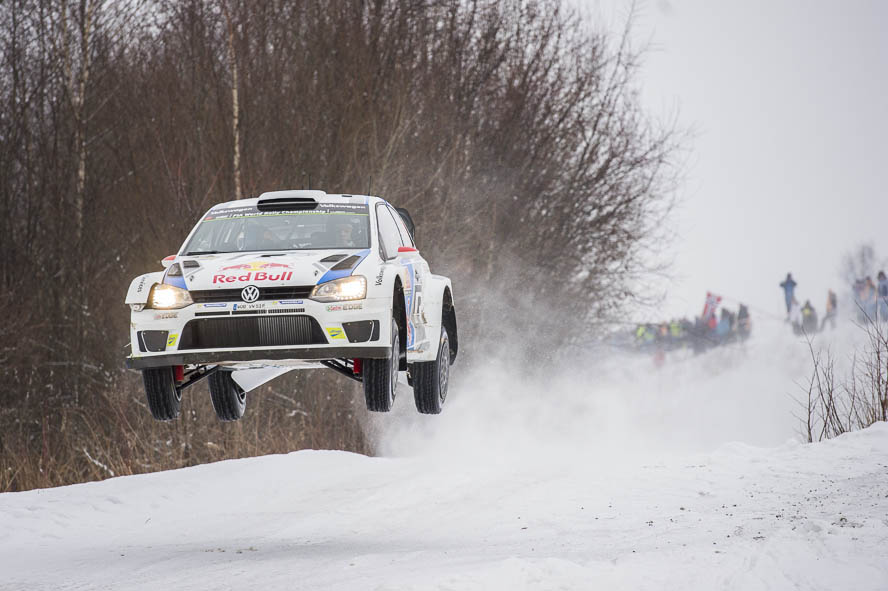
Además de la nieve, también son característicos los grandes saltos en el Rally de Suecia.

## Palmarés
| Año     | Edición                                     | Piloto                                      | Copiloto                                    | Vehículo                                    | Series                                      |
| ------- | ------------------------------------------- | ------------------------------------------- | ------------------------------------------- | ------------------------------------------- | ------------------------------------------- |
| 1950    | 1.er Swedish Rally                          | Per-Fredrik Cederbaum                       | Bertil Sohlberg                             | BMW 327                                     |                                             |
| 1951    | 2.º Swedish Rally                           | Gunnar Bengtsson                            | Sven Zetterberg                             | Talbot lago                                 |                                             |
| 1952    | 3.er Swedish Rally                          | Olle Persson                                | Olof Norrby                                 | Porsche                                     |                                             |
| 1953    | 4.º Swedish Rally                           | Sture Nottorp                               | Bengt Jonsson                               | Porsche 356                                 | ERC                                         |
| 1954    | 5.º Swedish Rally                           | Carl-Gunnar Hammarlund                      | Erik Pettersson                             | Porsche 356                                 | ERC                                         |
| 1955    | 6.º Swedish Rally                           | Allan Borgefors                             | Åke Gustavsson                              | Porsche 356                                 | ERC                                         |
| 1956    | 7.º Swedish Rally                           | Harry Bengtsson                             | Åke Righard                                 | Volkswagen 1200                             | ERC                                         |
| 1957    | 8.º Swedish Rally                           | Ture Jansson                                | Lennard Jansson                             | Volvo PV 544                                | ERC                                         |
| 1958    | 9.º Swedish Rally                           | Gunnar Andersson                            | Niels Peder Elleman-Jacobsen                | Volvo PV 544                                | ERC                                         |
| 1959    | 10.º Swedish Rally                          | Erik Carlsson                               | Mario Pavoni                                | Saab 93                                     | ERC                                         |
| 1960    | 11.º Swedish Rally                          | Carl-Magnus Skogh                           | Rolf Skogh                                  | Saab 96                                     | ERC                                         |
| 1961    | 12.º Swedish Rally                          | Carl-Magnus Skogh                           | Rolf Skogh                                  | Saab 96                                     | ERC                                         |
| 1962    | 13.er Swedish Rally                         | Bengt Söderström                            | Rune Olsson                                 | BMC                                         | ERC                                         |
| 1963    | 14.º Swedish Rally                          | Berndt Jansson                              | Eric Pettersson                             | Porsche Carrera S90                         | ERC                                         |
| 1964    | 15.º Swedish Rally                          | Tom Trana                                   | Gunnar Thermaenius                          | Volvo PV 544                                | ERC                                         |
| 1965    | 16.º Swedish Rally                          | Tom Trana                                   | Gunnar Thermaenius                          | Volvo PV 544                                | ERC                                         |
| 1966    | 17.º Swedish Rally                          | Åke Andersson                               | Sven-Olof Svedberg                          | Saab 96 Sport                               | ERC                                         |
| 1967    | 18.º Swedish Rally                          | Bengt Söderström                            | Gunnar Palm                                 | Ford Cortina Lotus                          | ERC                                         |
| 1968    | 19.º Swedish Rally                          | Björn Waldegård                             | Lars Helmér                                 | Porsche 911 T                               | ERC                                         |
| 1969    | 20.º Swedish Rally                          | Björn Waldegård                             | Lars Helmér                                 | Porsche 911 L                               | ERC                                         |
| 1970    | 21.er Swedish Rally                         | Björn Waldegård                             | Lars Helmér                                 | Porsche 911 S                               | CIM                                         |
| 1971    | 22.º Swedish Rally                          | Stig Blomqvist                              | Hans Sylván                                 | Saab 96                                     | CIM                                         |
| 1972    | 23.er Swedish Rally                         | Stig Blomqvist                              | Hans Sylván                                 | Saab 96                                     | CIM                                         |
| 1973    | 24.º Swedish Rally                          | Stig Blomqvist                              | Hans Sylván                                 | Saab 96                                     | WRC                                         |
| 1974    | Cancelado debido a la crisis del petróleo.  | Cancelado debido a la crisis del petróleo.  | Cancelado debido a la crisis del petróleo.  | Cancelado debido a la crisis del petróleo.  | Cancelado debido a la crisis del petróleo.  |
| 1975    | 25.º Swedish Rally                          | Björn Waldegård                             | Hans Thorszelius                            | Lancia Stratos                              | WRC                                         |
| 1976    | 26.º Swedish Rally                          | Per Eklund                                  | Björn Cederberg                             | Saab 96                                     | WRC                                         |
| 1977    | 27.º Swedish Rally                          | Stig Blomqvist                              | Hans Sylván                                 | Saab 96                                     | WRC                                         |
| 1978    | 28.º Swedish Rally                          | Björn Waldegård                             | Hans Thorszelius                            | Ford Escort RS 1800                         | WRC                                         |
| 1979    | 29.º Swedish Rally                          | Stig Blomqvist                              | Björn Cederberg                             | Saab 99 Turbo                               | WRC                                         |
| 1980    | 30.º Swedish Rally                          | Anders Kulläng                              | Bruno Berglund                              | Opel Ascona 400                             | WRC                                         |
| 1981    | 31.er Swedish Rally                         | Hannu Mikkola                               | Arne Hertz                                  | Audi Quattro                                | WRC                                         |
| 1982    | 32.º Swedish Rally                          | Stig Blomqvist                              | Björn Cederberg                             | Audi Quattro                                | WRC                                         |
| 1983    | 33.er Swedish Rally                         | Hannu Mikkola                               | Arne Hertz                                  | Audi Quattro A1                             | WRC                                         |
| 1984    | 34.º Swedish Rally                          | Stig Blomqvist                              | Björn Cederberg                             | Audi Quattro A2                             | WRC                                         |
| 1985    | 35.º Swedish Rally                          | Ari Vatanen                                 | Terry Harryman                              | Peugeot 205 Turbo 16 E2                     | WRC                                         |
| 1986    | 36.º Swedish Rally                          | Juha Kankkunen                              | Juha Piironen                               | Peugeot 205 Turbo 16 E2                     | WRC                                         |
| 1987    | 37.º Swedish Rally                          | Timo Salonen                                | Seppo Harjanne                              | Mazda 323 4WD                               | WRC                                         |
| 1988    | 38.º Swedish Rally                          | Markku Alén                                 | Ilkka Kivimäki                              | Lancia Delta HF 4WD                         | WRC                                         |
| 1989    | 39.º Swedish Rally                          | Ingvar Carlsson                             | Per Carlsson                                | Mazda 323 4WD                               | WRC                                         |
| 1990    | Suspendido debido a las altas temperaturas. | Suspendido debido a las altas temperaturas. | Suspendido debido a las altas temperaturas. | Suspendido debido a las altas temperaturas. | Suspendido debido a las altas temperaturas. |
| 1991    | 40.º Swedish Rally                          | Kenneth Eriksson                            | Staffan Parmander                           | Mitsubishi Galant VR-4                      | WRC                                         |
| 1992    | 41.er Swedish Rally                         | Mats Jonsson                                | Lars Bäckman                                | Toyota Celica Turbo 4WD                     | WRC                                         |
| 1993    | 42.º Swedish Rally                          | Mats Jonsson                                | Lars Bäckman                                | Toyota Celica Turbo 4WD                     | WRC                                         |
| 1994    | 43.er Swedish Rally                         | Thomas Rådström                             | Lars Bäckman                                | Toyota Celica Turbo 4WD                     | C2L                                         |
| 1995    | 44.º Swedish Rally                          | Kenneth Eriksson                            | Staffan Parmander                           | Mitsubishi Lancer Evolution II              | WRC                                         |
| 1996    | 45.º Swedish Rally                          | Tommi Mäkinen                               | Seppo Harjanne                              | Mitsubishi Lancer Evolution III             | WRC                                         |
| 1997    | 46.º Swedish Rally                          | Kenneth Eriksson                            | Staffan Parmander                           | Subaru Impreza WRC                          | WRC                                         |
| 1998    | 47.º Swedish Rally                          | Tommi Mäkinen                               | Risto Mannisenmäki                          | Mitsubishi Lancer Evolution IV              | WRC                                         |
| 1999    | 48.º Swedish Rally                          | Tommi Mäkinen                               | Risto Mannisenmäki                          | Mitsubishi Lancer WRC                       | WRC                                         |
| 2000    | 49.º Swedish Rally                          | Marcus Grönholm                             | Timo Rautiainen                             | Peugeot 206 WRC\|                           | WRC                                         |
| 2001    | 50.º Swedish Rally                          | Harri Rovanperä                             | Risto Pietiläinen                           | Peugeot 206 WRC\|                           | WRC                                         |
| 2002    | 51.er Swedish Rally                         | Marcus Grönholm                             | Timo Rautiainen                             | Peugeot 206 WRC                             | WRC                                         |
| 2003    | 52.º Swedish Rally                          | Marcus Grönholm                             | Timo Rautiainen                             | Peugeot 206 WRC                             | WRC                                         |
| 2004    | 53.er Swedish Rally                         | Sébastien Loeb                              | Daniel Elena                                | Citroën Xsara WRC                           | WRC                                         |
| 2005    | 54.º Swedish Rally                          | Petter Solberg                              | Phil Mills                                  | Subaru Impreza WRC                          | WRC                                         |
| 2006    | 55.º Swedish Rally                          | Marcus Grönholm                             | Timo Rautiainen                             | Ford Focus WRC                              | WRC                                         |
| 2007    | 56.º Swedish Rally                          | Marcus Grönholm                             | Timo Rautiainen                             | Ford Focus WRC                              | WRC                                         |
| 2008    | 57.º Swedish Rally                          | Jari-Matti Latvala                          | Miikka Anttila                              | Ford Focus WRC                              | WRC                                         |
| 2009    | No se celebró                               | No se celebró                               | No se celebró                               | No se celebró                               | No se celebró                               |
| 2010    | 58.º Swedish Rally                          | Mikko Hirvonen                              | Jarmo Lehtinen                              | Ford Focus WRC                              | WRC                                         |
| 2011    | 59.º Swedish Rally                          | Mikko Hirvonen                              | Jarmo Lehtinen                              | Ford Fiesta RS WRC                          | WRC                                         |
| 2012    | 60.º Swedish Rally                          | Jari-Matti Latvala                          | Miikka Anttila                              | Ford Fiesta RS WRC                          | WRC                                         |
| 2013    | 61.er Swedish Rally                         | Sébastien Ogier                             | Julien Ingrassia                            | Volkswagen Polo R WRC                       | WRC                                         |
| 2014    | 62.º Swedish Rally                          | Jari-Matti Latvala                          | Miikka Anttila                              | Volkswagen Polo R WRC                       | WRC                                         |
| 2015    | 63.er Swedish Rally                         | Sébastien Ogier                             | Julien Ingrassia                            | Volkswagen Polo R WRC                       | WRC                                         |
| 2016    | 64.º Swedish Rally                          | Sébastien Ogier                             | Julien Ingrassia                            | Volkswagen Polo R WRC                       | WRC                                         |
| 2017    | 65.º Swedish Rally                          | Jari-Matti Latvala                          | Miikka Anttila                              | Toyota Yaris WRC                            | WRC                                         |
| 2018    | 66.º Swedish Rally                          | Thierry Neuville                            | Nicolas Gilsoul                             | Hyundai i20 Coupe WRC                       | WRC                                         |
| 2019    | 67.º Swedish Rally                          | Ott Tänak                                   | Martin Järveoja                             | Toyota Yaris WRC                            | WRC                                         |
| 2020    | 68.º Swedish Rally                          | Elfyn Evans                                 | Scott Martin                                | Toyota Yaris WRC                            | WRC                                         |
| 2021    | Edición cancelada                           | Edición cancelada                           | Edición cancelada                           | Edición cancelada                           | WRC                                         |
| 2022    | 69.º Swedish Rally                          | Kalle Rovanperä                             | Jonne Halttunen                             | Toyota GR Yaris Rally1                      | WRC                                         |
| 2023    | 70.º Swedish Rally                          | Ott Tänak                                   | Martin Järveoja                             | Ford Puma Rally1                            | WRC                                         |
| 2024    | 71.er Swedish Rally                         | Esapekka Lappi                              | Janne Ferm                                  | Hyundai i20 N Rally1                        | WRC                                         |
| 2025    | 72.er Swedish Rally                         | Elfyn Evans                                 | Scott Martin                                | Toyota Yaris WRC                            | WRC                                         |
| Fuentes |                                             |                                             |                                             |                                             |                                             |

### Ganadores
| N.º | Piloto             | Victorias | Años                                     |
| --- | ------------------ | --------- | ---------------------------------------- |
| 1   | Stig Blomqvist     | 7         | 1971, 1972, 1973, 1977, 1979, 1982, 1984 |
| 2   | Björn Waldegård    | 5         | 1968, 1969, 1970, 1975, 1978             |
| 2   | Marcus Grönholm    | 5         | 2000, 2002, 2003, 2006, 2007             |
| 4   | Jari-Matti Latvala | 4         | 2008, 2012, 2014, 2017                   |
| 5   | Kenneth Eriksson   | 3         | 1991, 1995, 1997                         |
| 5   | Tommi Mäkinen      | 3         | 1996, 1998, 1999                         |
| 5   | Sébastien Ogier    | 3         | 2013, 2015, 2016                         |